# Jaskinia Trójotworowa
Jaskinia Trójotworowa (Dwuotworowa) – jaskinia w Dolinie Kościeliskiej w Tatrach Zachodnich. Ma trzy otwory wejściowe znajdujące się w Organach, w żlebie położonym na południe od Jaskini Zimnej, na wysokości 1168 m n.p.m. Długość jaskini wynosi 18 metrów, a jej deniwelacja 8 metrów.

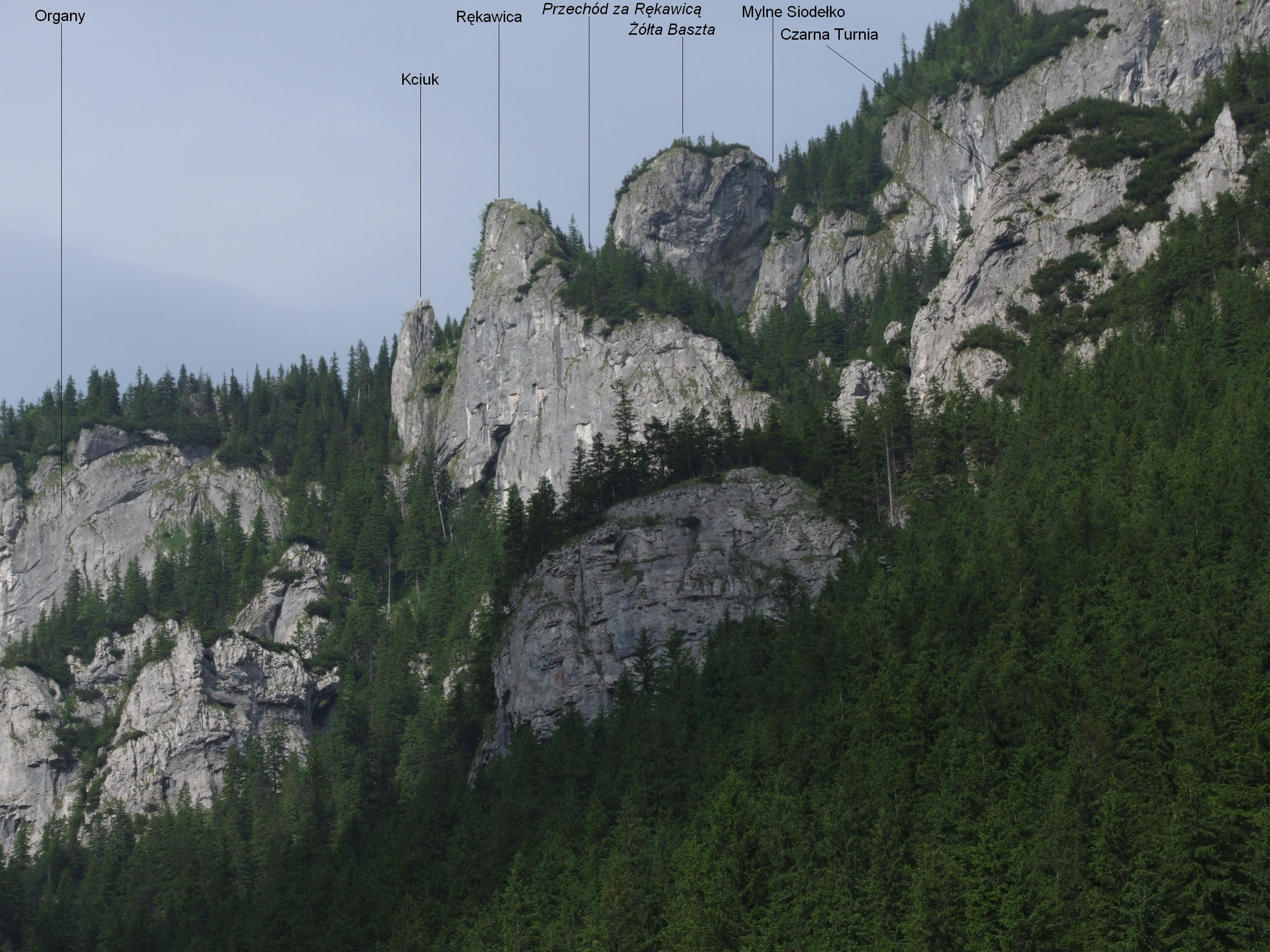
Na lewo skały Organów

## Opis jaskini
Jaskinię stanowi duża sala w której na różnych wysokościach znajdują się otwory wejściowe. Najniżej położony otwór prowadzi na dno sali. W jej południowej ścianie, nad 2,5-metrowym progiem, znajduje się drugi otwór. W stropie sali jest wylot kominka prowadzącego do małej salki, w której znajduje się najwyżej położony otwór. W pobliżu tego otworu są jeszcze dwa kominki: jeden kończy się szczeliną, drugi zawaliskiem.

## Przyroda
W jaskini brak jest nacieków. Ściany są mokre. Rosną na nich porosty.

## Historia odkryć
Jaskinię odkryli w 1934 roku Stefan Zwoliński i J. Zahorski. Nazwali ją Dwuotworowa, gdyż nie znaleźli przejścia kominkiem do trzeciego otworu.